# HD 130948
HD 130948，又名BD+24 2786，SAO 83553、HR 5534，是一颗恒星，视星等为5.85，位于銀經32.76，銀緯63.06，其B1900.0坐标为赤經14h 45m 47.4s，赤緯+24° 63.06′ 29″。